# Aulus Baebius (Ritter)
Aulus Baebius († nach 45 v. Chr.) war ein im 1. Jahrhundert v. Chr. lebender Militär der Römischen Republik aus der plebejischen Familie der Baebier.
Aulus Baebius stammte aus Hasta und gehörte dem Ritterstand an. 45 v. Chr. kämpfte er auf der Iberischen Halbinsel im Bürgerkrieg, den Gaius Iulius Caesar nach dem Tod seines Gegenspielers Gnaeus Pompeius Magnus gegen die verbliebene Partei der Pompeianer weiterführte, zunächst auf Seiten der Letzteren. Er wechselte dann allerdings die Fronten und schloss sich Caesar an.